# Guillaume Moreau
Guillaume Moreau, född den 8 mars 1983 i Limoges är en fransk racerförare.